# 農林中央金庫有楽町ビル
農林中央金庫有楽町ビル（のうりんちゅうおうきんこゆうらくちょうビル）は、かつて日本の東京都千代田区有楽町に存在した建築物である。

## 概要
当時の東京府東京市麹町区有楽町1丁目9番地の2（現・東京都千代田区有楽町一丁目13番）の地において、産業組合中央金庫事務所として1931年（昭和6年）10月7日に起工され、1933年（昭和8年）5月11日に上棟式が執り行われ、1933年（昭和8年）9月29日に竣工した。
設計は渡辺仁建築工務所、施工は清水組であった。構造設計は内田祥三によるもので、関東大震災以上の地震に耐えうる設計であった。
設備面では冷暖房設備、4台中、2台（職員用及び荷物用）の全自動式エレベーターなどを備えていた。
竣工当初に存在した外装のブロンズ製装飾やガス燈、屋上の手摺などは戦時中軍部に供出され失われた。
1945年（昭和20年）9月、同一街区内の第一生命館と共に、連合国軍最高司令官総司令部に接収され、第一生命館が1952年（昭和27年）7月に返還された後の1956年（昭和31年）2月に返還された。
1989年（平成元年）12月、DNタワー21（第一・農中ビル）を建設する再開発のため、第一生命館の東寄り部分とともに取り壊された。DNタワー21の東側壁面には、異なる位置と異なるデザインで当建物がイメージ再現されており、解体工事の際に取り外された外壁の石材も一部再利用されている。また、先述の軍部に供出された建具金物類についても、一部はDNタワー21の東側壁面にレプリカをもって再現された。